# 5 Kresowy Pułk Artylerii Przeciwlotniczej Lekkiej

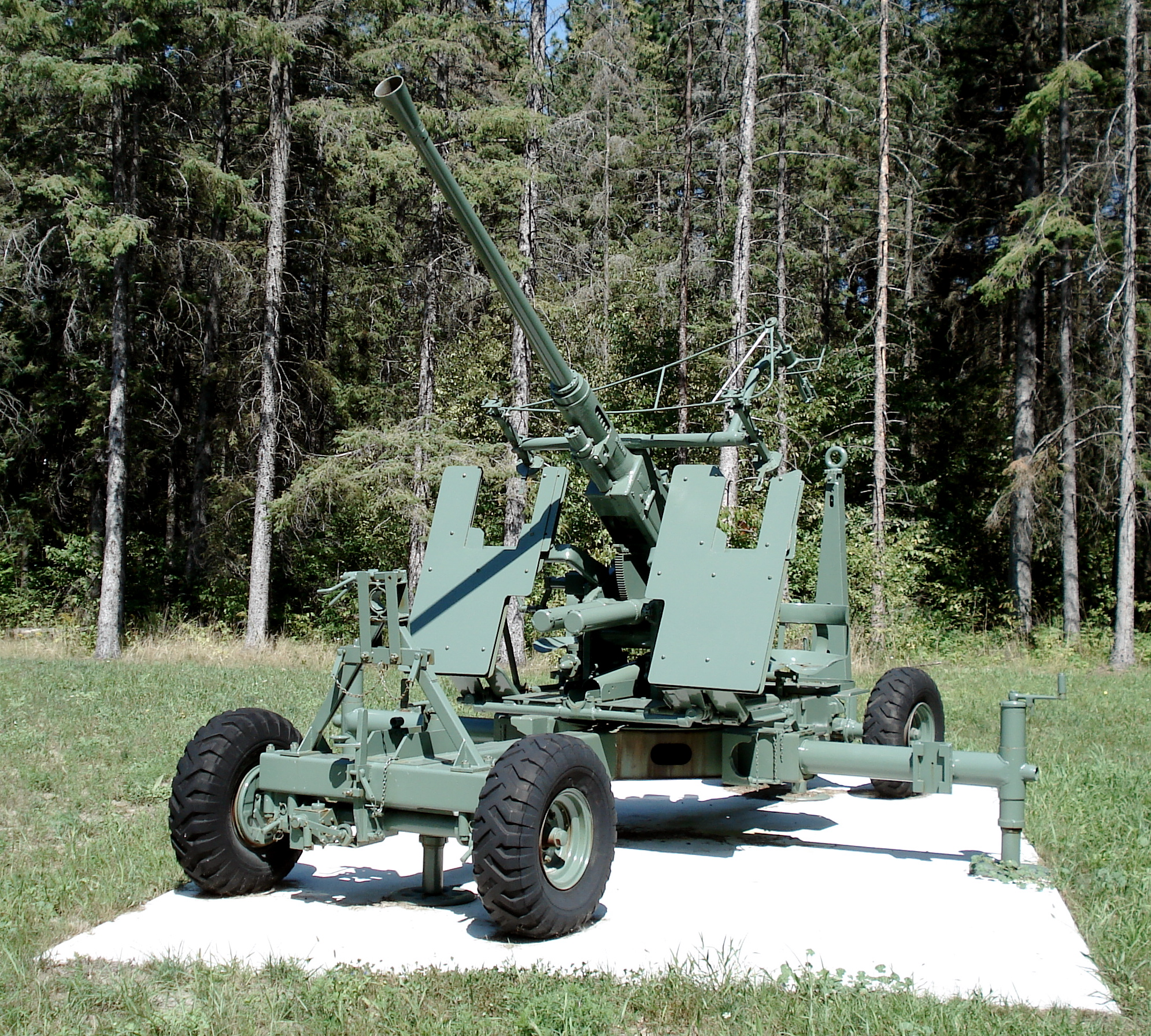
Bofors - 54 takie działa posiadał pułk

5 Kresowy Pułk Artylerii Przeciwlotniczej Lekkiej (5 paplot) – oddział artylerii przeciwlotniczej Polskich Sił Zbrojnych.

## Historia, formowanie i zmiany organizacyjne
13 września 1941 na podstawie ustnego rozkazu dowódcy 5 Dywizji Piechoty Polskich Sił Zbrojnych w ZSRR major Zygmunt IV Dobrowolski przystąpił do organizowania 5 Dywizjonu Artylerii Przeciwlotniczej według sowieckich etatów.
24 października 1942 major Antoni Ropelewski otrzymał rozkaz dowódcy dywizji w sprawie przeformowania 5 Dywizjonu Artylerii Przeciwlotniczej w 5 Pułk Artylerii Przeciwlotniczej. Z dotychczasowego stanu osobowego dywizjonu przygotowano zawiązki dowództwa pułku, trzech dywizjonów, każdy po trzy baterie, oraz czołówki warsztatowej. Tego samego dnia major Ropelewski, jako pełniący obowiązki dowódcy, podpisał pierwszy rozkaz dzienny pułku.
Pułk był organiczną jednostką artylerii 5 Kresowej Dywizji Piechoty. Dowódcą pułku został mjr Alfons Fengler. Wiosną 1943 w skład pułku włączony został 6 Dywizjon Artylerii Przeciwlotniczej z rozformowanej 6 Dywizji Strzelców. Pułk składał się z: dowództwa z drużyną dowodzenia, trzech dywizjonów artylerii przeciwlotniczej – każdy po trzy baterie, a w ich składzie po 6 armat przeciwlotniczych kalibru 40 mm Bofors. Na miejsce formowania pułku wyznaczono rejon na północ od jeziora Habbanija. Po odbyciu szkolenia, w składzie 2 Korpusu Polskiego na początku lutego 1944 wyruszył konwojem morskim na front włoski. 

## Działania bojowe
Najtrudniejsze zadanie pułk realizował, podobnie jak cały 2 Korpus Polski, podczas bitwy o Monte Cassino. 12 maja nad stanowiskami ogniowymi 5 paplot ukazały się samoloty nieprzyjaciela, były jednak poza zasięgiem ognia skutecznego dział. Następnego dnia 4 i 5 bateria pułku ostrzelały FW 190. Nocami od 14 do 19 maja samoloty zrzucały tylko bomby oświetlające. 17 maja z rozkazu dowódcy dywizji 6 daplot i jeden pluton 5 daplot zostały spieszone. Z nich oraz innych oddziałów dywizji utworzono zbiorczy batalion w sile około 700 żołnierzy jako odwód dywizji i podporządkowano płk. dypl. Klemensowi Rudnickiemu. Batalion nie wszedł do walki, został jedynie użyty do noszenia amunicji dla walczącej na wzgórzu piechoty. Dowódcą batalionu był mjr Stanisław Małecki. 21 czerwca batalion został rozformowany. 5 paplot wydzielił również ludzi i sprzęt do Lekkiej Kompanii Transportowej oraz do Batalionu Komandosów do ewakuacji rannych. Po bitwie pułk pozostał na swoich stanowiskach. W celu pokrycia strat bojowych w jednostkach 2 Korpusu, w każdym dywizjonie rozformowano trzecie baterie.
Dalszy szlak bojowy – to udział w walkach 2 Korpusu, osłona wojsk w walkach nad Adriatykiem o Ankonę, na Linii Gotów oraz w bitwie o Bolonię. 

### Pułk w okresie pokoju
Od 10 maja 1945 roku pułk przeszedł w rejon San Benedetto. W czerwcu ćwiczył się na poligonie w Santa Severa. Po zakończeniu szkolenia rozlokował się w rejonie Rocca delle Caminate. Dowództwo pułku i 4 dywizjon rozmieszczono w zamku Mussoliniego, 5 dywizjon pod Meldolą, 6 dywizjon i pluton warsztatowy w Predappio Nuova. Na początku lipca pułk przeszedł do Colli del Tronto, a 17 października 1945 do Porto Corsini pod Rawenną. W drugiej połowie listopada 1945 dowództwo pułku przeniesiono do Rawenny, w której okolicach pułk pozostał do końca pobytu we Włoszech.
We wrześniu 1946 pułk, podobnie jak 2 Korpus Polski, został przetransportowany do Wielkiej Brytanii, gdzie w 1947 nastąpiła demobilizacja. 
15 września 1993 tradycje 5 Kresowego Pułku Artylerii Przeciwlotniczej przyjął 5 Pułk Artylerii Przeciwlotniczej stacjonujący w garnizonie Gubin. Po rozformowaniu gubińskiego pułku, na przełomie 2001 i 2002 jeden jego dywizjon uzbrojony zestaw rakietowy „Osa” włączono w struktury 69 pułku przeciwlotniczego w Lesznie. Dywizjon ten przyjął tradycje swych poprzedników oraz nazwę 5 Kresowy Dywizjon Przeciwlotniczy.

## Dowódcy
- mjr art. Zygmunt IV Dobrowolski (13 IX 1941 – 27 IV 1942[4])
- mjr art. Antoni Zygmunt Ropelewski (27 IV – 24 X 1942[5])
- ppłk art. Alfons Fengler[a] (1942 – 1946)
- mjr dypl. art. Antoni Mordasewicz (1946 –1947)
- mjr art. Antoni Zygmunt Ropelewski (1947)

## Struktura organizacyjna i obsada personalna w 1944
- dowództwo
  - dowódca – ppłk Alfons Fengler
  - zastępca dowódcy – mjr Aleksander Maniszewski
- drużyna dowodzenia
- 4 Kresowy dywizjon artylerii przeciwlotniczej – kpt. Stanisław Paszkiewicz
- 5 Wileński dywizjon artylerii przeciwlotniczej – kpt. Franciszek Łabiak (od 3 maja 1944 – kpt. Władysław Szpiganowicz)
- 6 Lwowski dywizjon artylerii przeciwlotniczej
  - dowódca – kpt. Stanisław Małecki
  - dowódca – kpt. art. Jan Raniewicz vel Szram (29 VI 1945 – 7 I 1947)[6]

Każdy dywizjon posiadał trzy baterie po sześć 40 mm armat przeciwlotniczych Boforsa (razem 54 armaty) – po bitwie o Monte Cassino dywizjony były dwubateryjne (razem 36 armat).